# 本庄宗資
本庄 宗資 （ほんじょう むねすけ、寛永6年（1629年）頃 - 元禄12年8月16日（1699年9月9日））は、江戸時代前期の譜代大名。下野国足利藩主、のち常陸国笠間藩初代藩主。本庄松平家初代。はじめ公家の家臣（青侍）だったが、徳川綱吉の生母桂昌院の弟にあたるため、桂昌院の庇護を受けて大名に立身した。

## 生涯
摂関家の一つ二条家家臣の本庄宗正の次男。母は鍋田氏の娘。徳川綱吉の生母である桂昌院（徳川家光側室・お玉の方）は異父姉である。正室は隠俊実・二条家家司の娘。子は村上常勝（長男）、本庄資俊（次男）、富田知郷（四男）、牧野康重（五男）、娘（六角広治室）、娘（興津忠閭室）、娘（大沢基明室）。通称は平四郎（へいしろう）、次郎左衛門（じろうざえもん）。官位は従四位下、侍従、因幡守。
京都に生まれ、明暦2年（1656年）12月に姉・桂昌院の子である館林藩主徳川綱吉に仕えるようになり、館林藩奏者番などを勤めた。寛文8年（1668年）に初めて将軍徳川家綱に御目見し、延宝8年（1680年）、綱吉が家綱の没後に将軍となると、綱吉の嫡男・徳松に従う形で江戸城へ移り、切米800俵の幕府御家人に列した。この御家人というのは『寛政重修諸家譜』にある記述であるが、甥と叔父の関係にある綱吉と御目見できない関係とは考えがたく、旗本の誤りではないかと考えられる。いずれにしてもこれ以降、将軍綱吉とその生母桂昌院は、親戚の宗資を引き立てようと加増が繰り返される。
天和元年（1681年）3月5日には1200石加増があり（この際に先の切米も所領に改められる）、常陸国真壁郡と河内郡のうちにおいて都合2000石。天和3年11月2日にさらに真壁に3000石加増。貞享元年（1684年）12月25日には従五位下・因幡守に叙任している。元禄元年（1688年）にさらに下野国足利郡5000石を加増されて都合1万石となり、先の真壁の領地もすべて足利に移されて、下野国足利藩を立藩した。元禄2年（1689年）4月22日には姉の桂昌院が本庄邸に入り、11月にまた1万石の加増を受けた。元禄3年（1690年）12月25日には従四位下に昇進。元禄5年（1692年）11月11日には綱吉と桂昌院が本庄邸に「将軍お成り」し、この際に2万石加増で領地を常陸に移されて笠間藩主4万石となった。元禄7年（1694年）4月の「将軍お成り」の際にもさらに1万石加増と侍従の官職を受けた。元禄12年（1699年）8月16日に死去した。享年71。浅草の安養寺に葬られた。
家督は次男の資俊が継ぎ、この資俊の代に松平姓が与えられた。